# Henry County (Virginia)
Henry County ist ein County im Bundesstaat Virginia der Vereinigten Staaten. Bei der Volkszählung im Jahr 2020 hatte das County 50.948 Einwohner und eine Bevölkerungsdichte von 51,4 Einwohnern pro Quadratkilometer. Der Verwaltungssitz (County Seat) ist Martinsville, dennoch befinden sich Teile der administrativen Gebäude in Collinsville. Das County gehört zu den Dry Countys, was bedeutet, dass der Verkauf von Alkohol eingeschränkt oder verboten ist.

## Geographie
Henry County liegt im Südwesten von Virginia, grenzt im Süden an North Carolina und hat eine Fläche von 996 Quadratkilometern, wovon fünf Quadratkilometer Wasserfläche sind. Henry County ist in sieben Verwaltungsbezirke aufgeteilt: Blackberry, Collinsville, Horsepasture, Iriswood, Reed Creek und Ridgeway. Es grenzt im Uhrzeigersinn an folgende Countys: Pittsylvania County, Patrick County und Franklin County.

## Geschichte
Gebildet wurde es 1777 aus Teilen des Pittsylvania County. Zuerst hieß es Patrick Henry County, benannt nach dem ersten Gouverneur von Virginia nach der Unabhängigkeit, Patrick Henry. 1790 wurde das Patrick Henry County aufgeteilt in einen westlichen Teil (Patrick County) und einen östlichen Teil (Henry County).

## Demografische Daten

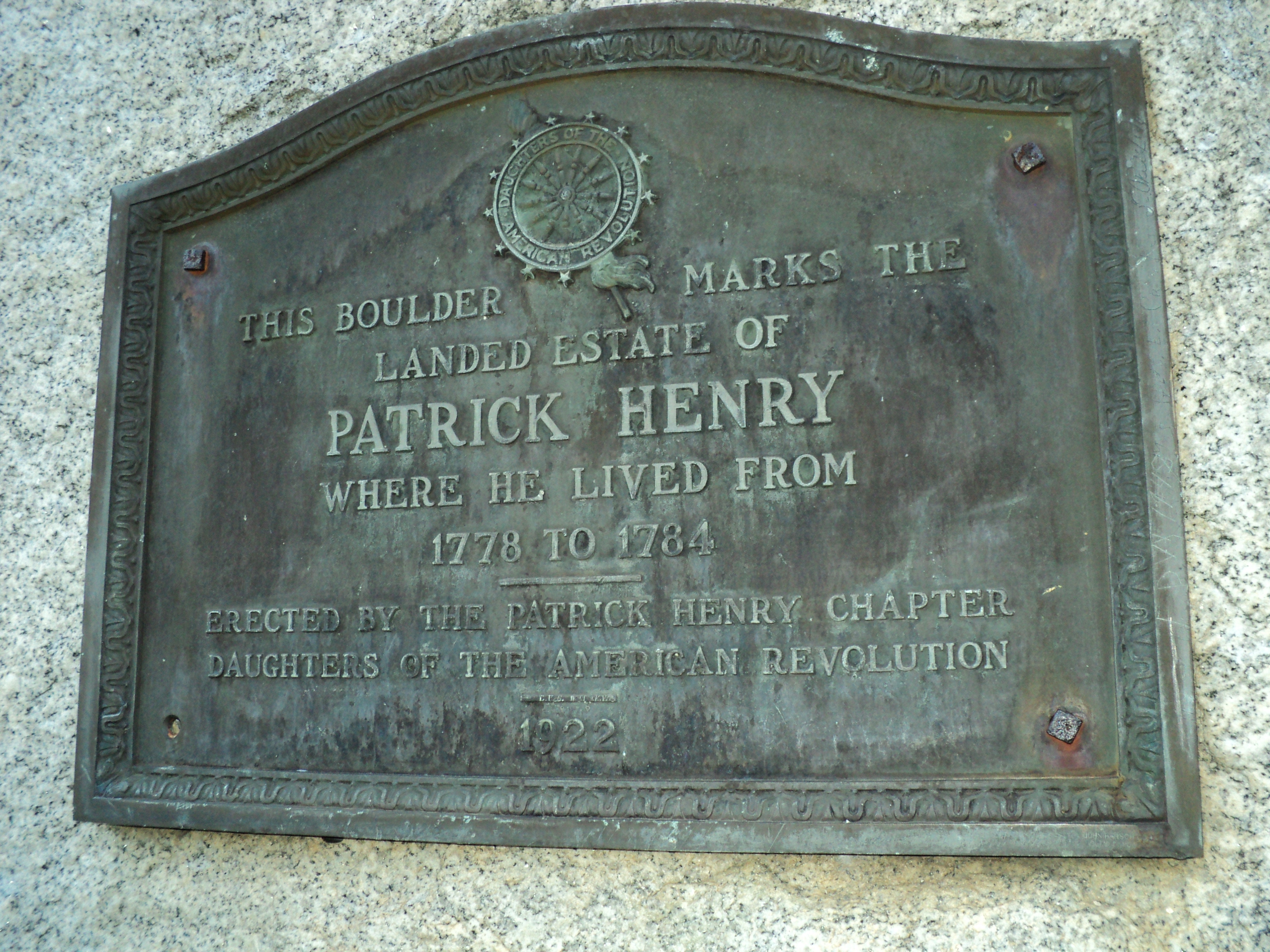
Gedenktafel zu Ehren von Patrik Henry

Alterspyramide des Henry County

Nach der Volkszählung im Jahr 2000 lebten im Henry County 57.930 Menschen. Davon wohnten 437 Personen in Sammelunterkünften, die anderen Einwohner lebten in 23.910 Haushalten und 16.952 Familien. Die Bevölkerungsdichte betrug 58 Einwohner pro Quadratkilometer. Ethnisch betrachtet setzte sich die Bevölkerung zusammen aus 74,43 Prozent Weißen, 22,66 Prozent Afroamerikanern, 0,16 Prozent amerikanischen Ureinwohnern, 0,41 Prozent Asiaten, 0,03 Prozent Bewohnern aus dem pazifischen Inselraum und 1,39 Prozent aus anderen ethnischen Gruppen; 0,92 Prozent stammten von zwei oder mehr ethnischen Gruppen ab. 3,46 Prozent der Bevölkerung waren spanischer oder lateinamerikanischer Abstammung.
Von den 23.910 Haushalten hatten 28,6 Prozent Kinder und Jugendliche unter 18 Jahre, die bei ihnen lebten. 54,3 Prozent waren verheiratete, zusammenlebende Paare, 12,2 Prozent waren allein erziehende Mütter, 29,1 Prozent waren keine Familien, 25,8 Prozent waren Singlehaushalte und in 10,3 Prozent lebten Menschen im Alter von 65 Jahren oder darüber. Die Durchschnittshaushaltsgröße betrug 2,40 und die durchschnittliche Familiengröße lag bei 2,87 Personen.
Auf das gesamte County bezogen setzte sich die Bevölkerung zusammen aus 22,3 Prozent Einwohnern unter 18 Jahren, 7,5 Prozent zwischen 18 und 24 Jahren, 29,0 Prozent zwischen 25 und 44 Jahren, 26,1 Prozent zwischen 45 und 64 Jahren und 15,0 Prozent waren 65 Jahre alt oder darüber. Das Durchschnittsalter betrug 39 Jahre. Auf 100 weibliche Personen kamen 95,1 männliche Personen. Auf 100 Frauen im Alter von 18 Jahren oder darüber kamen statistisch 93,0 Männer.

Das jährliche Durchschnittseinkommen eines Haushalts betrug 31.816 USD, das Durchschnittseinkommen der Familien betrug 38.649 USD. Männer hatten ein Durchschnittseinkommen von 26.660 USD, Frauen 20.766 USD. Das Prokopfeinkommen betrug 17.110 USD. 8,8 Prozent der Familien und 11,7 Prozent der Bevölkerung lebten unterhalb der Armutsgrenze. Darunter waren 15,2 Prozent der Kinder und Jugendlichen unter 18 Jahren und 12,6 Prozent der Einwohner im Alter ab 65 Jahren.